# Saint-Benoît (Alpes-de-Haute-Provence)
Pour les articles homonymes, voir Saint-Benoît.
Saint-Benoît (Sant Beneset en occitan provençal) est une commune française située dans le département des Alpes-de-Haute-Provence, en région Provence-Alpes-Côte d'Azur.
Le nom de ses habitants est Saint-Benoîtiens.

## Géographie

### Localisation

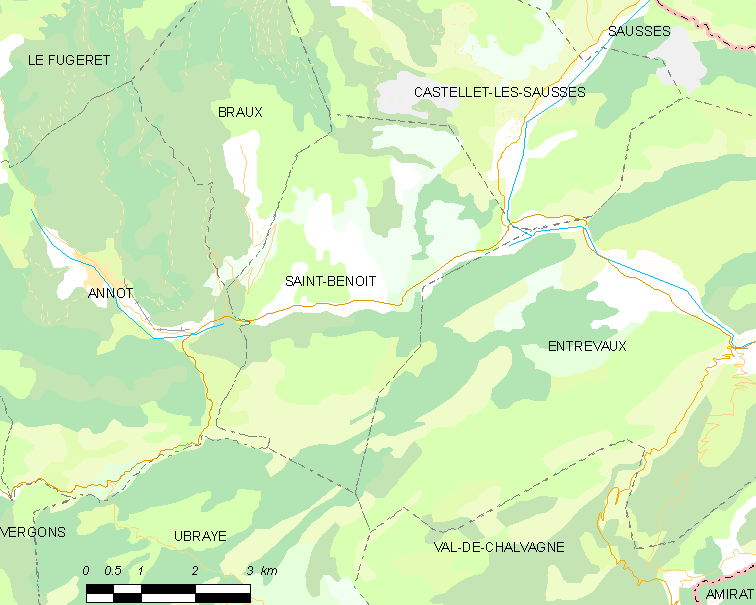
Saint-Benoît et les communes voisines (Cliquez sur la carte pour accéder à une grande carte avec la légende).

Les communes limitrophes de Saint-Benoît  sont Castellet-lès-Sausses, Entrevaux, Ubraye, Annot et Braux.

### Hameaux
Jaussiers et Ourgès.

### Géologie et relief
Le village est construit sur une colline, à 720 m d’altitude.

### Hydrographie et les eaux souterraines
Cours d'eau sur la commune ou à son aval :
- Le Var (fleuve),
- ravins du Riou, de Mallunes, du Gros vallon, de Saint-jean, de la Lare, du Fontanil, du Courtévéras,
- torrent le Coulomp.

### Climat
Pour des articles plus généraux, voir Climat de Provence-Alpes-Côte d'Azur et Climat des Alpes-de-Haute-Provence.
En 2010, le climat de la commune est de type climat méditerranéen altéré, selon une étude du Centre national de la recherche scientifique s'appuyant sur une série de données couvrant la période 1971-2000. En 2020, Météo-France publie une typologie des climats de la France métropolitaine dans laquelle la commune est exposée à un climat de montagne ou de marges de montagne et est dans la région climatique Alpes du sud, caractérisée par une pluviométrie annuelle de 850 à 1 000 mm, minimale en été.
Pour la période 1971-2000, la température annuelle moyenne est de 11,8 °C, avec une amplitude thermique annuelle de 16,4 °C. Le cumul annuel moyen de précipitations est de 971 mm, avec 6 jours de précipitations en janvier et 4,9 jours en juillet. Pour la période 1991-2020, la température moyenne annuelle observée sur la station météorologique de Météo-France la plus proche, « Méailles_sapc », sur la commune de Méailles à 10 km à vol d'oiseau, est de 11,2 °C et le cumul annuel moyen de précipitations est de 1 033,2 mm. 
La température maximale relevée sur cette station est de 38,3 °C, atteinte le 28 juin 2019 ; la température minimale est de −14,2 °C, atteinte le 6 février 2012,,.
Les paramètres climatiques de la commune ont été estimés pour le milieu du siècle (2041-2070) selon différents scénarios d'émission de gaz à effet de serre à partir des nouvelles projections climatiques de référence DRIAS-2020. Ils sont consultables sur un site dédié publié par Météo-France en novembre 2022.

### Environnement
La commune compte 1 200 ha de bois et forêts, soit plus de la moitié de sa superficie.

### Voies de communications et transports

#### Voies routières
Deux petites routes relient le village à la route nationale 202.

#### Transports en commun
Le chemin de fer est inauguré en 1908 : alors qu’il arrivait à pont de Gueydan depuis l’année précédente, le train relie alors Saint-Benoît à Annot dans un sens, et à Nice dans l’autre. La ligne de Nice à Digne est achevée un peu plus tard, et inaugurée du 5 au 7 août 1911 en présence de Victor Augagneur, ministre des Travaux Publics.
La commune dispose également d’un arrêt facultatif sur la ligne du train des Pignes.

### Risques naturels et technologiques
La commune de Saint-Benoît est exposée à trois risques naturels :
- feu de forêt,
- inondation (dans la vallée de la Vaïre),
- mouvement de terrain : plusieurs versants de la commune sont concernés par un aléa moyen à fort[15].

La commune de Saint-Benoît est de plus exposée à un risque d’origine technologique, celui de transport de matières dangereuses par route. La départementale RD 900 (ancienne route nationale 100) peut être empruntée par les transports routiers de marchandises dangereuses.
Aucun plan de prévention des risques naturels prévisibles (PPR) n’existe pour la commune et le Dicrim n’existe pas.

### Sismicité
Aucune des 200 communes du département n'est en zone de risque sismique nul. Le canton d'Annot auquel appartient Saint-Benoît est en zone 1b (sismicité faible) selon la classification déterministe de 1991, basée sur les séismes historiques, et en zone 4 (risque moyen) selon la classification probabiliste EC8 de 2011.

## Urbanisme

### Typologie
Au 1er janvier 2024, Saint-Benoît est catégorisée commune rurale à habitat dispersé, selon la nouvelle grille communale de densité à 7 niveaux définie par l'Insee en 2022.
Elle est située hors unité urbaine et hors attraction des villes,.

### Occupation des sols
L'occupation des sols de la commune, telle qu'elle ressort de la base de données européenne d’occupation biophysique des sols Corine Land Cover (CLC), est marquée par l'importance des forêts et milieux semi-naturels (88,5 % en 2018), en augmentation par rapport à 1990 (87,6 %). La répartition détaillée en 2018 est la suivante : 
forêts (53,2 %), espaces ouverts, sans ou avec peu de végétation (19 %), milieux à végétation arbustive et/ou herbacée (16,3 %), zones agricoles hétérogènes (11,5 %).
L'évolution de l’occupation des sols de la commune et de ses infrastructures peut être observée sur les différentes représentations cartographiques du territoire : la carte de Cassini (XVIIIe siècle), la carte d'état-major (1820-1866) et les cartes ou photos aériennes de l'IGN pour la période actuelle (1950 à aujourd'hui).

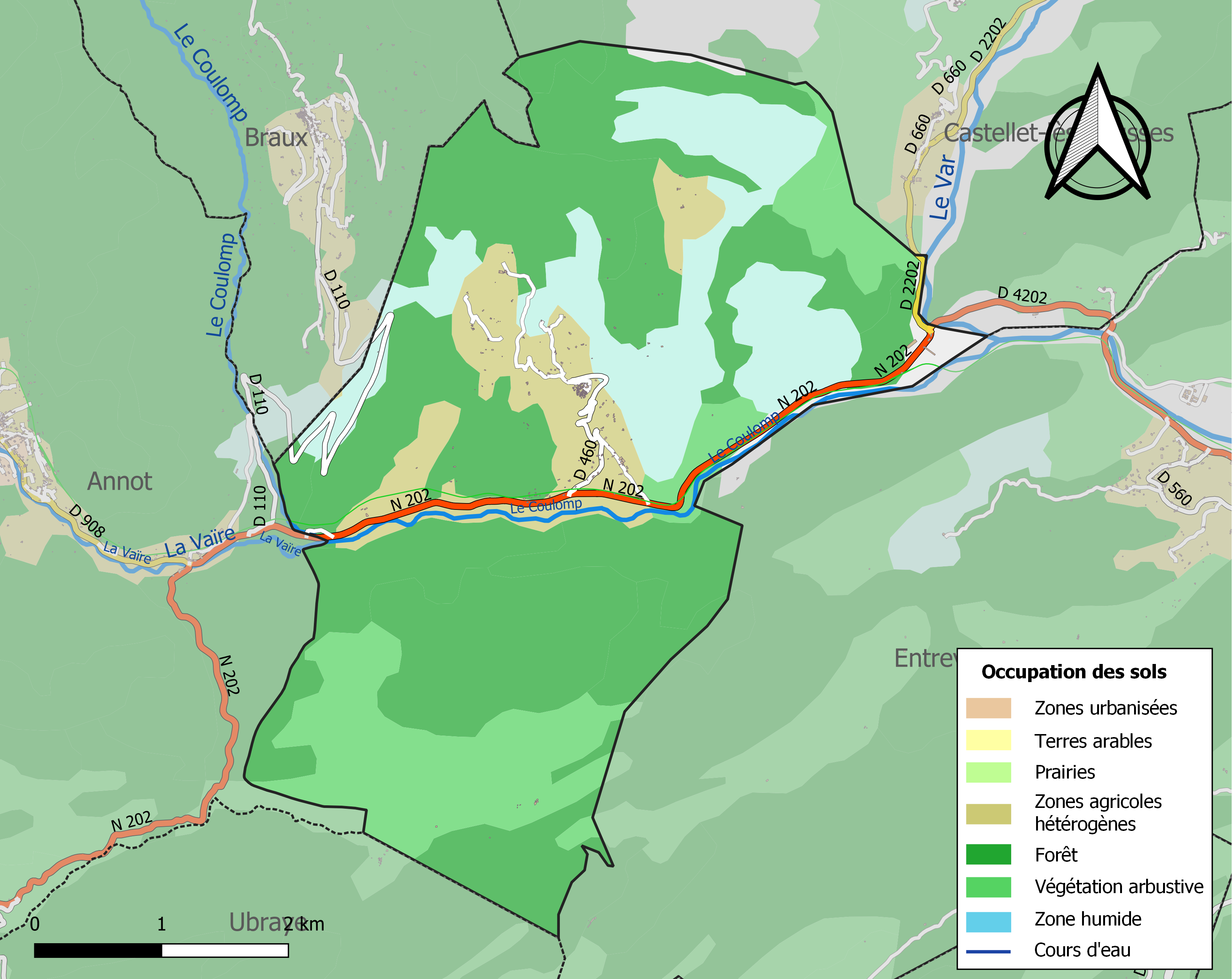
Carte de l'occupation des sols de la commune en 2018 (CLC).

### Planification de l'aménagement
La communauté de communes Alpes Provence Verdon - Sources de Lumière, créée le 24 novembre 2016 avec effet le 1er janvier 2017, regroupe 41 communes. Cet établissement public de coopération intercommunale (EPCI) s'est engagé dans une démarche d’élaboration d’un plan local d’urbanisme intercommunal (PLUi).

## Histoire
Le territoire de la commune est fréquenté à l’époque néolithique et à l’âge du bronze (découvertes archéologiques dans les grottes de Saint-Benoît, au-dessus du Coulomp).
Le nom du peuple installé dans la vallée à l’arrivée des Romains n’est pas certain, mais il peut s’agir des Nemeturii. Après la Conquête (achevée en 14 av. J.-C.), le territoire de l’actuelle commune de Saint-Benoît est rattaché à la civitas de Glanate (Glandèves). À la fin de l’Antiquité, le diocèse de Glandèves reprend les limites de cette civitas.

### Moyen Âge et Ancien Régime
Le village est initialement installé sur la colline de Villevieille. La fondation au XIIIe siècle d'un prieuré bénédictin par l'abbaye Saint-Dalmas de Valdeblore entraîne le déplacement du village sur son site actuel,. Le prieuré passe ensuite à l'abbaye Saint-Dalmas de Pedona (aujourd'hui à Borgo San Dalmazzo). Les Pontevès sont les seigneurs du lieu aux XIVe et XVe siècles ; les Lombard leur succèdent du XVe siècle à la Révolution française.
Administrativement, la communauté de Saint-Benoît relevait de la baillie d’Outre-Siagne, circonscription administrative du comté de Provence jusqu’en 1245. Celle-ci est ensuite démembrée en plusieurs circonscriptions plus petites, et après une période de stabilisation, on sait qu’en 1264 Saint-Benoît faisait partie de la viguerie de Puget-Théniers. Elle est ensuite rattachée à celle d’Annot à sa création au XVIIIe siècle.
Après la guerre de Cent Ans et une fois la sécurité revenue, de 1442 à 1471, 40 familles quittent les deux villages de Braux et Saint-Benoît pour s'installer dans des régions plus faciles à cultiver, ou dans des fiefs où les paysans sont moins imposés.

### Révolution française
Durant la Révolution, la commune compte une société patriotique, créée après la fin de 1792. Pour suivre le décret de la Convention du 25 vendémiaire an II invitant les communes ayant des noms pouvant rappeler les souvenirs de la royauté, de la féodalité ou des superstitions, à les remplacer par d'autres dénominations, la commune change de nom pour Collet.

### Période contemporaine
La Révolution et l’Empire apportent nombre d’améliorations, dont une imposition foncière égale pour tous, et proportionnelle à la valeur des biens de chacun. Afin de la mettre en place sur des bases précises, la levée d’un cadastre est décidée. La loi de finances du 15 septembre 1807 précise ses modalités, mais sa réalisation est longue à mettre en œuvre, les fonctionnaires du cadastre traitant les communes par groupes géographiques successifs. Ce n’est qu’en 1830 que le cadastre dit napoléonien de Saint-Benoît est achevé.
Au XIXe siècle, une paroisse est créée pour le hameau d’Ourges, qui dessert également le hameau de Jaussiers sur la commune voisine d’Ubraye. Une école est aussi située à Jaussiers, alors que le hameau d’Ourges en est dépourvu.
Comme de nombreuses communes du département, Saint-Benoit se dote d’écoles bien avant les lois Jules Ferry : en 1863, elle compte déjà deux écoles dispensant une instruction primaire aux garçons, situées au village chef-lieu et au hameau des Clots. Aucune instruction n’est donnée aux filles : ni la loi Falloux (1851), qui impose l’ouverture d’une école de filles aux communes de plus de 800 habitants, ni la première loi Duruy (1867), qui abaisse ce seuil à 500 habitants, ne concernent Saint-Benoît,. La deuxième loi Duruy (1877) lui permet, grâce aux subventions de l’État, de rénover l’école du village. Ce n’est qu’avec les lois Ferry que les petites filles de la commune sont scolarisées.
Jusqu’au milieu du XXe siècle, un vignoble existait à Saint-Benoît, dont la production était consommée sur place et s’exportait. Il n’en reste plus rien aujourd’hui.

### Toponymie
Le nom du village apparaît pour la première fois vers 1200 (castrum sant Benedicti), sous sa forme occitane, qui a été francisée par la suite.

### Héraldique
| Blason de Saint-Benoît | Blason  | D'or à la fasce d'azur chargée d'une crosse d'or posée en fasce accompagnée de trois joubarbes arrachées de sinople,. |
| Blason de Saint-Benoît | Détails | Le statut officiel du blason reste à déterminer.                                                                      |

## Économie

### Industrie-Construction
Une carrière est exploitée par l'entreprise Cozzi, filiale de la SCREG (elle-même filiale via Colas du groupe Bouygues) dans le lit du Var à Pont de Gueydan.
L’usine hydroélectrique du Pont de la Donne est située sur la commune de Saint-Benoît (parfois signalée à Annot). Elle utilise les eaux du torrent le Coulomp via une conduite forcée. La turbine ainsi mise en mouvement a une puissance de 3,4 mégawatts.
Un inventaire des anciens sites industriels et activités de service a été réalisé.

### Activités de services

Lieux de Saint-Benoit.
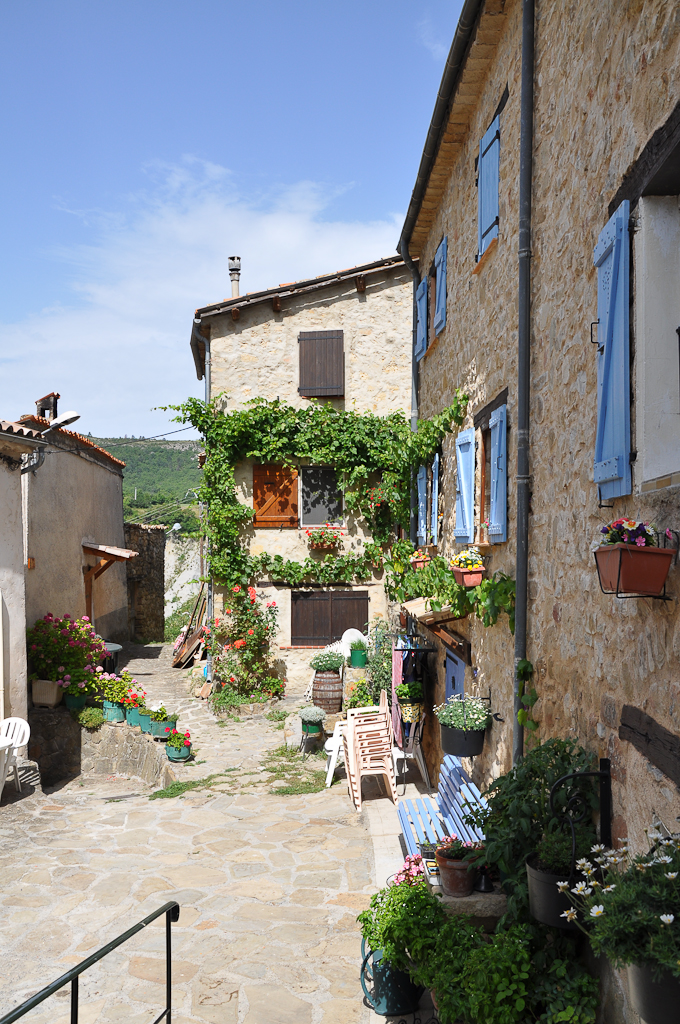
Maisons du village.
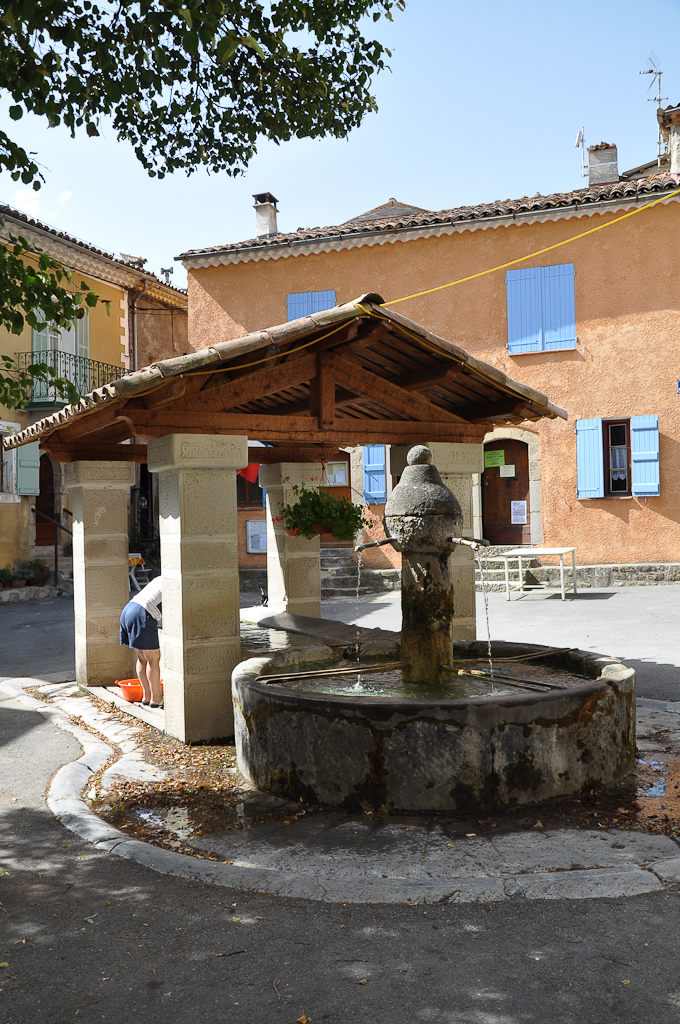
Fontaine et lavoir.
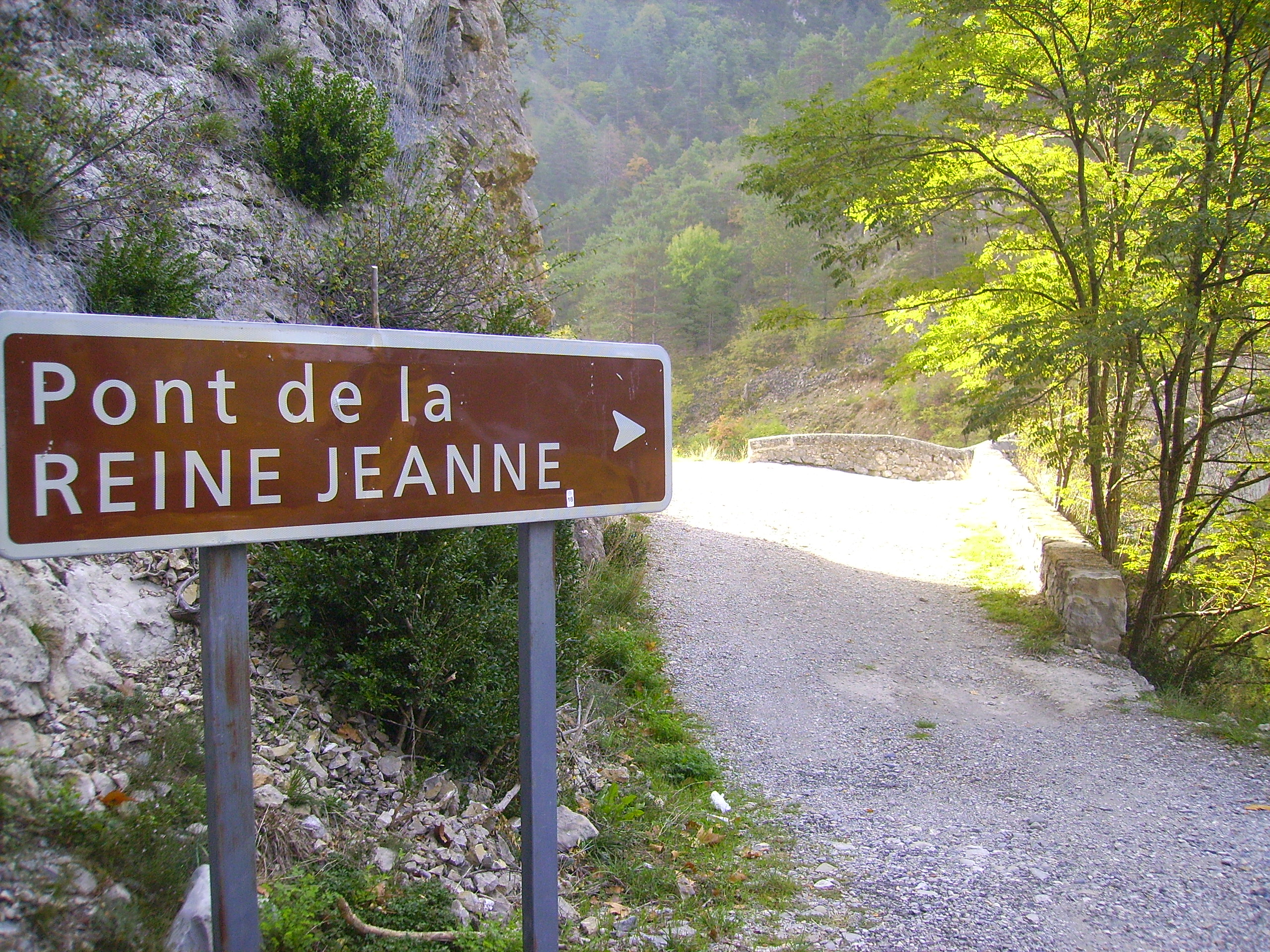
Vers le pont de la Reine Jeanne.

## Politique et administration

### Liste des maires
| Période                                  | Période                       | Identité        | Étiquette | Qualité                                                                                                  |
| ---------------------------------------- | ----------------------------- | --------------- | --------- | --- |
| Les données manquantes sont à compléter. |                               |                 |           | |
| mai 1945                                 |                               | Jules Sauvaire  |           | |
|                                          |                               |                 |           | |
| avant 2005                               | mars 2008                     | Edmond Vives    |           | |
| mars 2008                                | 2014                          | Henri Ferraro   |           | |
| avril 2014                               | En cours (au 21 octobre 2014) | Maurice Laugier |           | Retraité Président de la communauté de communes Alpes Provence Verdon - Sources de Lumière (depuis 2020) |

### Budget et fiscalité 2016
En 2016, le budget de la commune était constitué ainsi :
- total des produits de fonctionnement : 142 000 €, soit 1 043 € par habitant ;
- total des charges de fonctionnement : 95 000 €, soit 701 € par habitant ;
- total des ressources d'investissement : 83 000 €, soit 610 € par habitant ;
- total des emplois d'investissement : 101 000 €, soit 744 € par habitant ;
- endettement : 5 000 €, soit 37 € par habitant.

Avec les taux de fiscalité suivants :
- taxe d'habitation : 14,02 % ;
- taxe foncière sur les propriétés bâties : 9,02 % ;
- taxe foncière sur les propriétés non bâties : 34,355 % ;
- taxe additionnelle à la taxe foncière sur les propriétés non bâties : 58,73 % ;
- cotisation foncière des entreprises : 18,65 %.

Chiffres clés Revenus et pauvreté des ménages en 2014 : médiane en 2014 du revenu disponible, par unité de consommation : 22 502 €.

### Intercommunalité
Saint-Benoît a fait partie, de 2004 à 2016, de la communauté de communes Terres de Lumière ; depuis le 1er janvier 2017, elle est membre de la communauté de communes Alpes Provence Verdon.

## Population et société

### Démographie
En 2022, Saint-Benoit comptait 166 habitants. À partir du XXIe siècle, les recensements réels des communes de moins de 10 000 habitants ont lieu tous les cinq ans (2006, 2011, 2016, etc. pour Saint-Benoit). Depuis 2004, les autres chiffres sont des estimations.
| 1765 | 1793 | 1800 | 1806 | 1821 | 1831 | 1836 | 1841 | 1846 |
| ---- | ---- | ---- | ---- | ---- | ---- | ---- | ---- | ---- |
| 429  | 550  | 396  | 445  | 523  | 512  | 556  | 590  | 548  |

| 1851 | 1856 | 1861 | 1866 | 1872 | 1876 | 1881 | 1886 | 1891 |
| ---- | ---- | ---- | ---- | ---- | ---- | ---- | ---- | ---- |
| 516  | 479  | 431  | 395  | 392  | 385  | 405  | 415  | 402  |

| 1896 | 1901 | 1906 | 1911 | 1921 | 1926 | 1931 | 1936 | 1946 |
| ---- | ---- | ---- | ---- | ---- | ---- | ---- | ---- | ---- |
| 379  | 269  | 298  | 258  | 244  | 248  | 191  | 183  | 174  |

| 1954 | 1962 | 1968 | 1975 | 1982 | 1990 | 1999 | 2006 | 2011 |
| ---- | ---- | ---- | ---- | ---- | ---- | ---- | ---- | ---- |
| 146  | 97   | 71   | 54   | 66   | 85   | 112  | 122  | 129  |

| 2016 | 2021 | 2022 | - | - | - | - | - | - |
| ---- | ---- | ---- | - | - | - | - | - | - |
| 152  | 159  | 166  | - | - | - | - | - | - |

| 1471    |
| ------- |
| 61 feux |

L’histoire démographique de Saint-Benoît, après la saignée des XIVe et XVe siècles et le long mouvement de croissance jusqu’au début du XIXe siècle, est marquée par une période d’« étale » où la population reste relativement stable à un niveau élevé. Cette période dure peu, de 1836 à 1846. L’exode rural provoque ensuite un mouvement de recul démographique rapide et de longue durée. En 1901, la commune a perdu plus de la moitié de sa population par rapport au maximum historique de 1841. Le mouvement de baisse ne s'interrompt définitivement que dans les années 1970. Depuis, la population a repris sa croissance, doublant en trente ans.

## Lieux et monuments
Patrimoine civil
- Pont dit de la reine Jeanne[58] (faisant référence à la reine Jeanne de Provence) : long de 39 m, large de 2,7, en dos-d'âne. L'arche a un diamètre de 29 m et une hauteur sous voûte de 12,5 m. Un pont existait déjà en 1296, trente ans avant la naissance de la reine Jeanne. Le pont actuel, à la construction soignée, date en partie du dernier quart du XVIIe siècle, en partie des années 1728-1735, date de sa dernière reconstruction après une crue. La chaussée, caladée, s’élargit aux extrémités (ailes). Les trous de boulins ayant servi à soutenir le cintre lors de la construction sont encore visibles[59]. L’architecte responsable de sa dernière reconstruction est Tallon[60]. Il est inscrit à l’inventaire supplémentaire des monuments historiques[61].
- Pont de Gueydan, au débouché des gorges de Daluis, date du début des Temps modernes. Les parties conservées (tunnels d’accès et une partie des culées) sont classées monument historique[62]. Il a été doublé par un pont après 1843 : tous deux sont détruits à la fin de la Seconde Guerre mondiale. Un nouveau pont est construit en 1979, avec une arche de 37 m de portée, le tablier étant porté, par l’intermédiaire de voûtes d'élégissement, par deux arcs parallèles et indépendants[63].
- Viaduc de chemin de fer du Coulomp.

Patrimoine religieux
- L’église paroissiale, sous le titre de Saint-Benoît et le patronage de saint Marc[64] (roman XVIe siècle) : autel et porche en marbre. Le mur du chœur intérieur est doublé par un second mur, qui date d’une église précédente (XIIIe ou début du XIVe siècle)[65]. Quant à la nef, elle date de la fin du XVIIe siècle (1677)[66].

Dans son mobilier, un calice du XVIIIe siècle est classé monument historique au titre objet.
La cloche est de 1765
- Au village se trouve également la chapelle de la Vierge[31].
- L’église Notre-Dame de l’Assomption à Ourgès[32] a perdu son toit[31].
- Monument aux morts[69].

### Sites naturels
- Grotte de la Lare.

Lieux et monuments
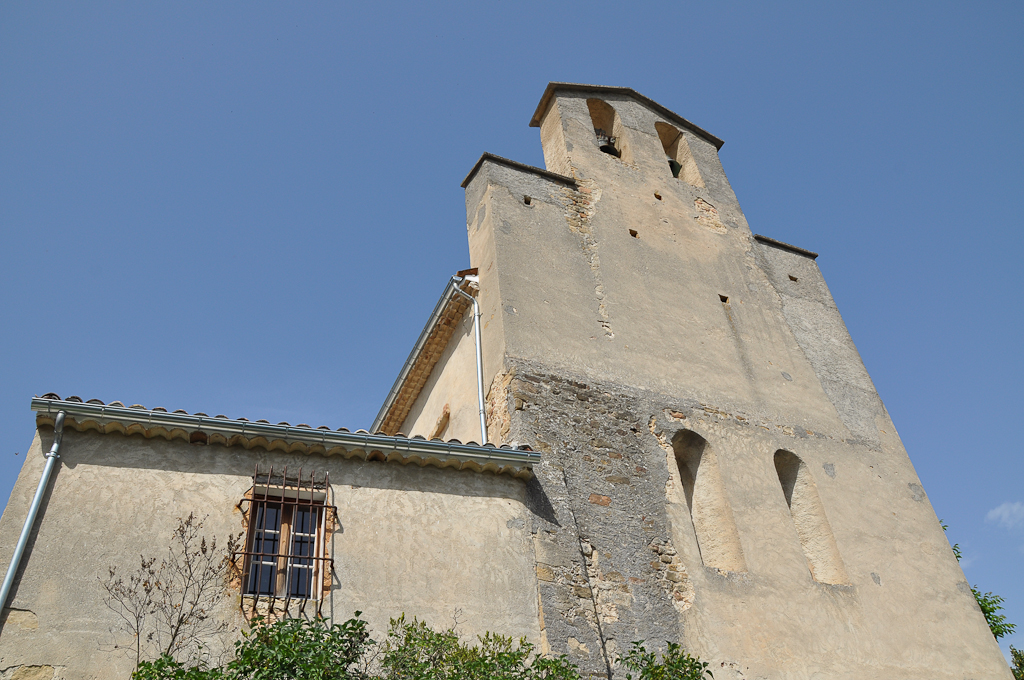
L'église paroissiale.
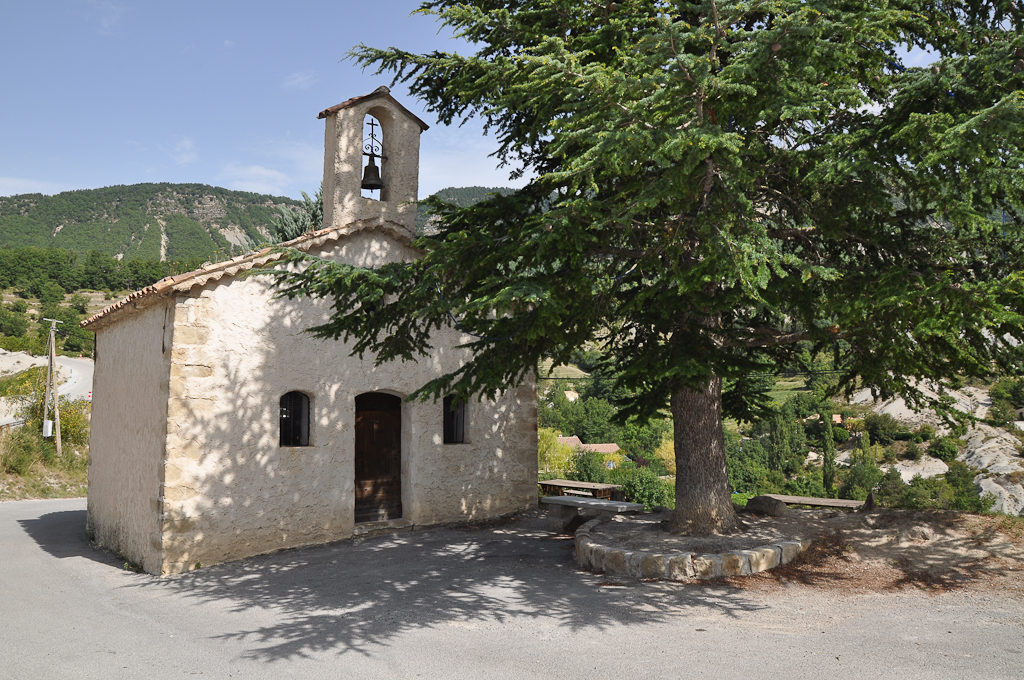
Chapelle de la Vierge.
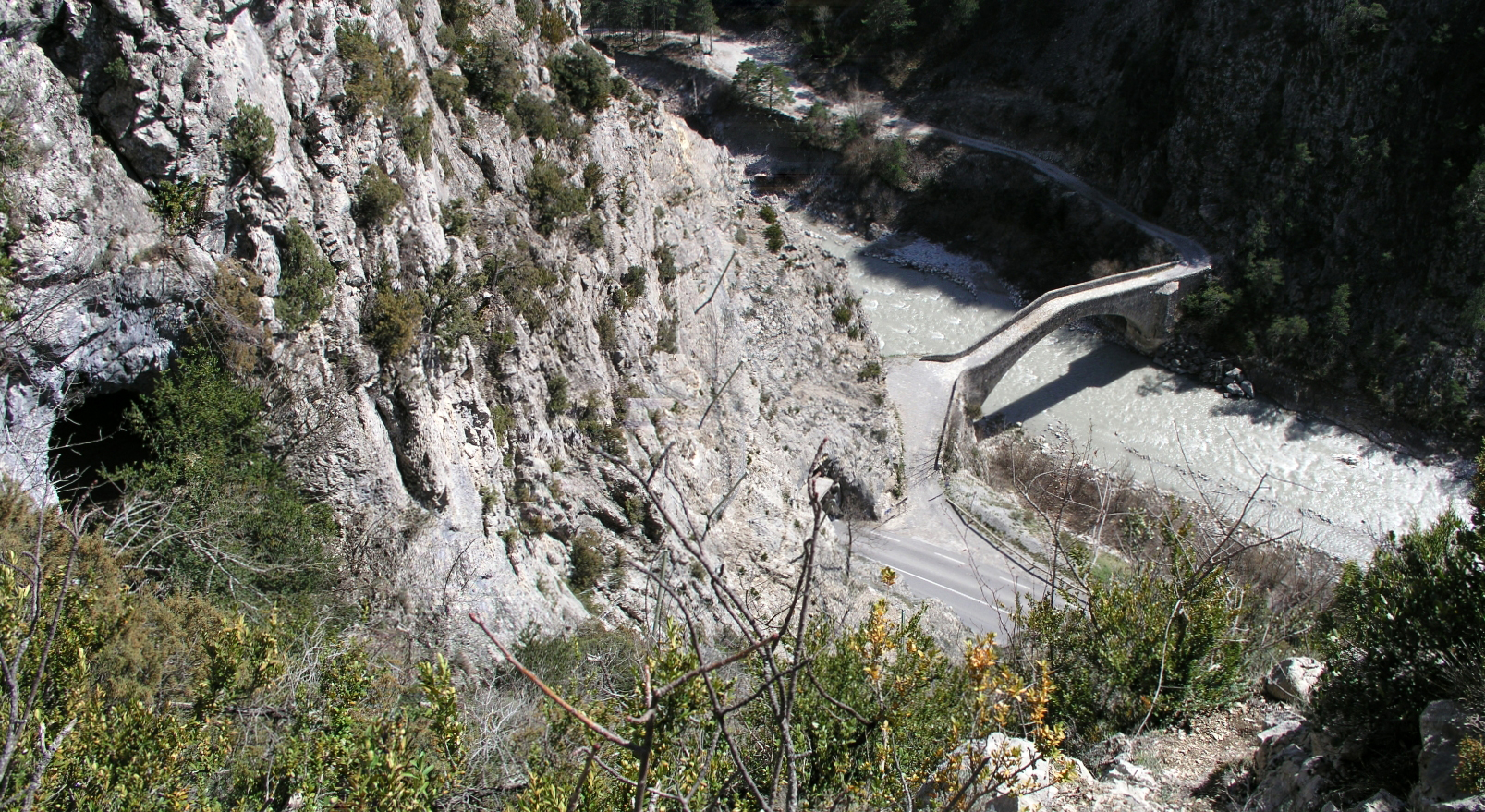
Le pont de la Reine Jeanne et l'entrée de la grotte de la Lare.
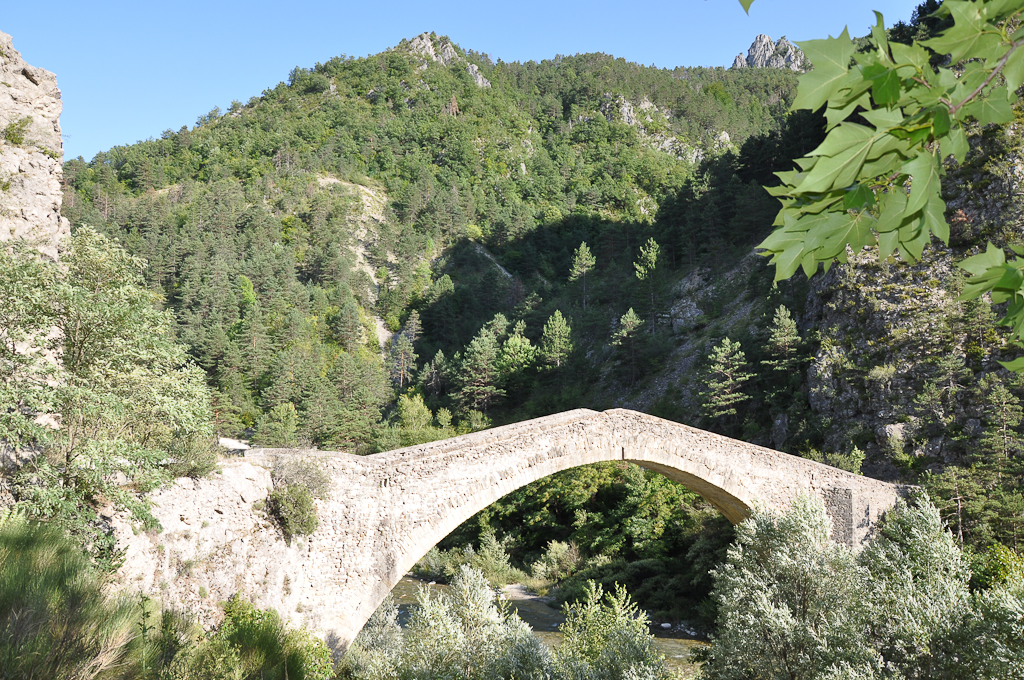
Pont de la Reine Jeanne.
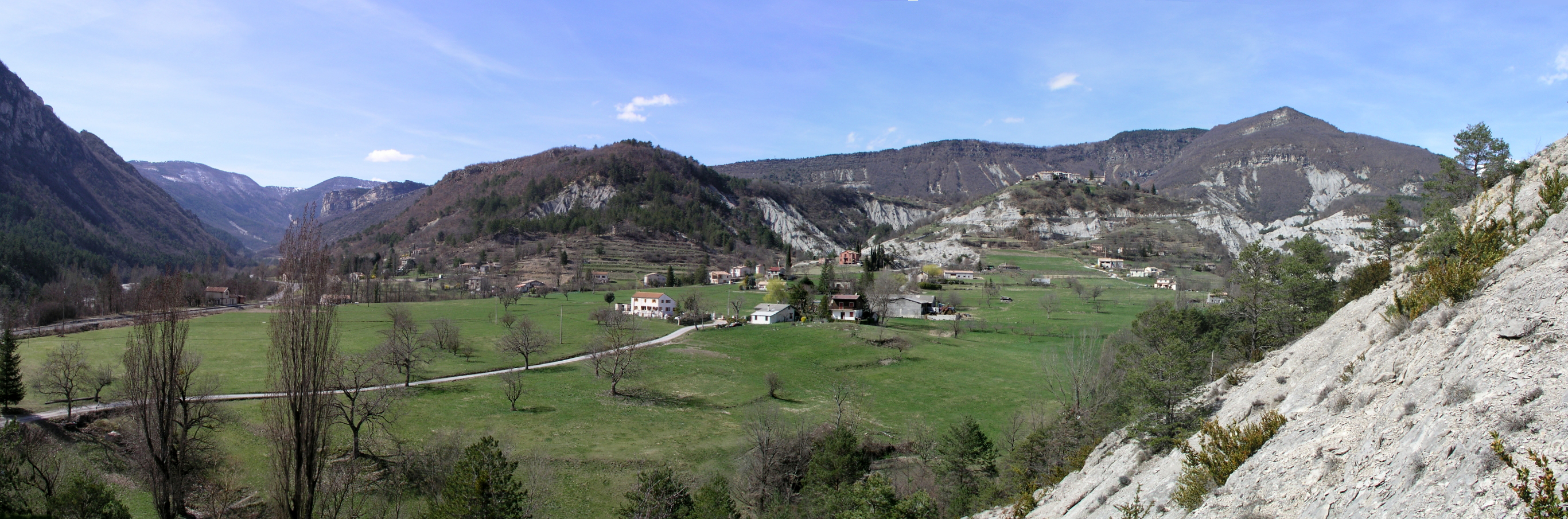
Le village de Saint-Benoît dans la vallée du Coulomp.